# Appatas
Appatas (altgriechisch Αππάτας) war ein griechischer Steinmetz, der in der mittleren römischen Kaiserzeit in Isaurien tätig war.
Er ist einzig aus einer Inschrift aus Astra bekannt: Danach war Appatas der Sohn des Steinmetzes Paulos und Bruder des Steinmetzes Gaios. Gemeinsam mit Gaios und Zezis Porindeus erbaute er den Peribolos um das Zeus-Heiligtum von Astra. Er war einer der als Technites bezeichneten Künstler, die sowohl als Bildhauer als auch als Bauarbeiter arbeiteten.